# Oude Kwaremont
L'Oude Kwaremont és un turó empedrat que es corona a 111 msnm, que es troba a Kluisbergen, Flandes Oriental. És conegut en el món ciclista per ser lloc de pas de nombroses curses ciclistes, en especial el Tour de Flandes, l'E3 Harelbeke, l'A través de Flandes, la Kuurne-Brussel·les-Kuurne o l'Omloop Het Nieuwsblad.
Es tracta d'un camí estret de 2.200 metres de llarg i un desnivell mitjà del 4%. Les rampes màximes arriben a l'11% de desnivell. Durant el recorregut se superen 93 metres de desnivell. Els primers 600 metres són asfaltats i els següents 1.600 es troben recoberts per llambordes.
El 1974 fou pujat per primera vegada al Tour de Flandes.